# Acalypha simplicistyla
Acalypha simplicistyla é uma espécie de flor do gênero Acalypha, pertencente à família Euphorbiaceae.